# Vladimír Hagara
Vladimír Hagara (né le 7 novembre 1943 à Piešťany à l'époque dans la République slovaque et aujourd'hui en Slovaquie, et décédé le 24 mai 2015) est un joueur de football slovaque (international tchécoslovaque) qui évoluait au poste de défenseur.

## Biographie

### Carrière en club
Vladimír Hagara joue principalement en faveur du Spartak Trnava. Avec cette équipe, il remporte de nombreux titres : cinq championnats de Tchécoslovaquie, deux Coupes de Tchécoslovaquie, et une Coupe Mitropa.
Il dispute un total de 22 matchs en Coupe d'Europe des clubs champions. Lors de cette compétition, il inscrit deux buts contre le club finlandais du Reipas Lahti en 1968, à l'occasion des huitièmes de finale aller et retour,. Il atteint les demi-finales de la Coupe d'Europe des clubs champions en 1969, en étant battu par l'Ajax Amsterdam.

### Carrière en sélection
Avec l'équipe de Tchécoslovaquie, il joue 25 matchs et inscrit 4 buts entre 1968 et 1973. 
Il joue son premier match en équipe nationale le 27 avril 1968 contre la Yougoslavie, et son dernier le 17 octobre 1973 contre l'Écosse. 
Il inscrit son premier but en sélection le 25 septembre 1968, contre le Danemark, puis son deuxième but le 14 septembre 1969, contre la Hongrie. Ces deux matchs ont lieu dans le cadre des éliminatoires du mondial 1970.
Il inscrit son troisième but le 30 août 1972 en amical contre les Pays-Bas. Son dernier but est marqué contre le Danemark le 6 juin 1973, dans le cadre des éliminatoires de la Coupe du monde 1974.
Vladimír Hagara figure dans le groupe des sélectionnés lors de la Coupe du monde de 1970. Lors de la phase finale du mondial organisé au Mexique, il joue deux matchs : contre le Brésil et l'Angleterre.

## Palmarès
Spartak Trnava
| - Championnat de Tchécoslovaquie (5) : - Champion : 1967-68, 1968-69, 1970-71, 1971-72 et 1972-73. - Vice-champion : 1969-70. - Coupe de Tchécoslovaquie (2) : - Vainqueur : 1966-67 et 1970-71. - Finaliste : 1971-72 et 1973-74. |  | - Coupe Mitropa (1) : - Vainqueur : 1966-67. - Finaliste : 1967-68. |